# Suffasia kanchenjunga
Suffasia kanchenjunga là một loài nhện trong họ Zodariidae.
Loài này thuộc chi Suffasia. Suffasia kanchenjunga được Hirotsugu Ono miêu tả năm 2006.